# Đuro Arnold
Đuro Arnold (Ivanec, 1853. március 14. – Zágráb, 1941. február 22.), horvát filozófus, pedagógus, költő, egyetemi tanár, a Zágrábi Egyetem rektora, akadémikus, a Matica hrvatska elnöke.

## Élete
Nagyapja egy Arnauld nevű francia volt, aki a forradalom idején Franciaországból emigrált, feleségül vett egy svájci német nőt, majd Belovárban telepedett le. Ivan Arnold apja osztrák tiszt volt, aki 1848-ban Jelačić bánnal harcolt a magyarok ellen, majd királyi adószedő lett. Anyja, Sofija Vukanić egy krajinai tiszt lánya volt, aki alig 14 évesen ment férjhez. Đuro a tizenkilencedik volt a huszonnégy gyermek közül. A zágrábi Klasszikus Gimnáziumban érettségizett 1873-ban, majd „egyéves önkéntesként” szolgál a katonaságnál. A következő évben az első diákgenerációval együtt beiratkozott a Zágrábi Egyetem bölcsészkarára. Fő tárgya a filozófia, mellette pedig a történelem és a földrajz volt. Az egyetem befejezése után, az 1878-as boszniai válság idején rövid ideig ismét katonai szolgálatot teljesített. „Etika és történelem” című disszertációjával 1880. július 17-én ő lett az első Zágrábban kinevezett filozófiadoktor.,
A következő két évet Göttingenben, Berlinben és Párizsban töltötte szakmai képzésben. Ezt követően a Klasszikus Gimnázium professzoraként (1879-től 1889-ig), valamint a zágrábi tanárképző iskola igazgatójaként dolgozott. 1894-ben egyetemi docenssé, 1896-ban pedig a zágrábi filozófiai karon a „pedagógia, valamint az elméleti és gyakorlati filozófia" rendes professzorává nevezték ki, ahol 1923-ig nyugdíjazásáig tanított. 1896-ban megalapította a pedagógiai szemináriumot. A Filozófiai Kar dékánja és az egyetem rektora volt. 1891-től az Jugoszláv Tudományos és Művészeti Akadémia levelező, 1899-től pedig rendes tagja volt. 1902 és 1909 között a Matica Hrvatska elnöke. 1923-tól a Horvát Sárkány Testvériség tiszteletbeli tagja. 1913-ban a Horvát Írók Körének alapítója és ideiglenes elnöke. 1923. december 2-án Korpona díszpolgárává választották. Zágrábban hunyt el 1941 február 22-én.

## Munkássága

### Költészete
Első verseit 1873-ban publikálta a „Vijenac” című folyóiratban, amelynek Franjo Marković volt a szerkesztője. August Šenoa már 1876-ban felvette három versét a horvát-szerb költészet antológiájába. 1899 és 1935 között szinte az összes horvát folyóiratban publikált verseit, öt kötetbe gyűjtve kiadták. Filozófiai meggyőződésének megfelelően a költészetben, tematikájában és kifejezésmódjában is hagyományőrző, hazafias, szeretetteljes és vallásos érzelmeket fejezett ki. Lírai dalokat, balladákat és románcokat írt. Különleges népszerűségre tett szert a „Domovina” (Haza) című dallal. Szövegei számos antológiában, naptárban és gyűjteményben szerepeltek. Dalszövegeiből válogatás jelent meg cseh, eszperantó, német, szlovák és olasz nyelven.
A hagyományokat védve a Matica Hrvatska (1902-1909) elnökeként összecsapott a modernistákkal. Fiatalkorától a költészet hagyományos szemléletét ápolta, amely a realizmus 1880-as évekbeli megjelenése óta elavulttá vált. Az akkori irodalom ideológiai konfliktusaiban az „öregek” egyik legkiemelkedőbb képviselője volt, szembeszállva a „fiatalok” új törekvéseivel, amelyeket károsnak tartott a népre, az erkölcsre és az irodalomra. Amikor a fiatalok képviselői csatlakoztak a Maticához, ő riválisként megalapította a „Horvát Írók Köre” nevű kulturális szervezetet.

### Filozófiai munkássága
Filozófusként Leibniz, Hebart és Lotze hatott rá, akik a „spiritualista pozitivizmus” mozgalmát képviselték azzal, hogy a világ megismerése csak a tudomány, a művészet és a vallás együttes erőfeszítésével érhető el. A filozófia alapvető kérdéseiről írt, amelyet a „lét végső okainak és céljainak” tudományaként határozott meg.
A „Zadnja bića” (Utolsó lények, Rad JAZU, 1888, 93) című értekezésében olyan egyszerű, megváltoztathatatlan, lélekszerű utolsó lények sokaságából álló világot képzelt el, amelyeket az érintés érzése köt össze, és különböző szempontok szerint hierarchikusan vannak elrendezve a tudatosság szintjein. A hierarchia csúcsát foglalja el abszolút tudattal az Isten. Arnold szerint a hit az ember legfelsőbb fellegvára és lelki funkciói harmóniájának alapja.
Egyes vélemények szerint Arnold olyan későbbi munkáiban, mint az „O psihologiji bez duše” (A lélek nélküli pszichológiáról) és a „Monizam i kršćanstvo” (Monizmus és a kereszténység) (Rad JAZU, 1909, 176 és 178), feladta korábbi filozófiai nézeteit. Mások, például Pavao Vuk-Pavlović, Stjepan Matičević és Blaženka Despot azonban fenntartják, hogy Arnold filozófiai nézete egységes és következetes volt. A spiritualista pluralizmus nem zárja ki teljesen a spiritualista monizmust.
Arnold a horvát filozófiai terminológia egyik megalapítója, két meghatározó középiskolai tankönyv (Logika és Pszichológia) szerzője, amelyek több mint harminc éven át standard tankönyvek voltak.
Arnold javaslatára 1896-ban a zágrábi filozófiai karon megalapították a leendő középiskolai tanárok elméleti és gyakorlati képzését szolgáló Pedagógiai Szemináriumot. Tanárként, az oktatási rendszer szervezőjeként, a Filozófia Kar első pedagógia professzoraként és a Pedagógiai Szeminárium első vezetőjeként tanárok sok generációjára volt hatással. 

## Főbb művei

### Az irodalomban
- Izabrane pjesme (Válogatott versek), 1899, Zágráb
- Čeznuća i maštanja i pjesme (Vágyódások, fantáziák és dalok), 1900–1907, Zágráb
- S visina i dubina (Magassággal és mélységgel) 1918, Zágráb
- Izabrane pjesme (Válogatott versek), 1923, Zágráb
- Na pragu vječnosti (Az örökkévalóság küszöbén), 1935, Zágráb

### A filozófiában
- Etika i poviest (Etika és történelem), 1879, Zágráb
- Logika za srednja učilišta (Logika középiskoláknak), 1881, 1923, Zágráb
- Psihologija za srednja učilišta (Pszichológia középiskoláknak), 1893, 1923, Zágráb

## Érdekességek
- Himnuszt komponált Josip Jelačić horvát bánnak.
- Ódát írt a Fruška Gora szamócalikőrjéhez.

## Fordítás
- Ez a szócikk részben vagy egészben  a(z)   Đuro Arnold című horvát Wikipédia-szócikk ezen változatának fordításán alapul.  Az eredeti cikk szerkesztőit annak laptörténete sorolja fel. Ez a jelzés csupán a megfogalmazás eredetét és a szerzői jogokat jelzi, nem szolgál a cikkben szereplő információk forrásmegjelöléseként.
- Ez a szócikk részben vagy egészben  a(z)   Đuro Arnold című angol Wikipédia-szócikk ezen változatának fordításán alapul.  Az eredeti cikk szerkesztőit annak laptörténete sorolja fel. Ez a jelzés csupán a megfogalmazás eredetét és a szerzői jogokat jelzi, nem szolgál a cikkben szereplő információk forrásmegjelöléseként.